# Une lettre chargée
Cet article possède un paronyme, voir La Lettre chargée.
Une lettre chargée est une pièce de théâtre de Georges Courteline représentée pour la première fois à Paris, au Carillon, le 10 juin 1897.